# Говардхан (художник)
Говардхан (*д/н — після 1650) — індійський художник-мініатюрист часів могольських падишахів Акбара, Джаханґіра та Шах Джахана.

## Життєпис
Про місце та дату народження нічого не відомо. Був сином Бхаванідаса, художника часів Акбара. Перші кроки у малюванні зробив завдяки батькові. За падишаха Джаханґіра потрапив до кітабхане (книжна майстерня), де займався ілюструванням численних книг, присвячених могольським володарям. З часом стає одним з улюбленіших художників Джахангіра. Після смерті останнього у 1627 році продовжив виконувати замовлення нового падишаха — Шах Джахана. Знаходився у почті останнього. Товаришував із спадкоємцем трону Дара Шукохом. Остання згадка про Говардхана датується 1650 роком. Можливо жив за падишаха Ауранґзеба. Син Говардхана — Бхаванідас — продовжив справу батька, працюючи у кітабхане Аурангзеба.

## Творчість
Відомий насамперед як портретист. У мініатюрах Говардхана сформувалася традиція, що буде характерною для наступних художників-мініатюристів могольського періоду. Це поєднання перською та індійської традиції у поєднанні із досягненнями західної культури.

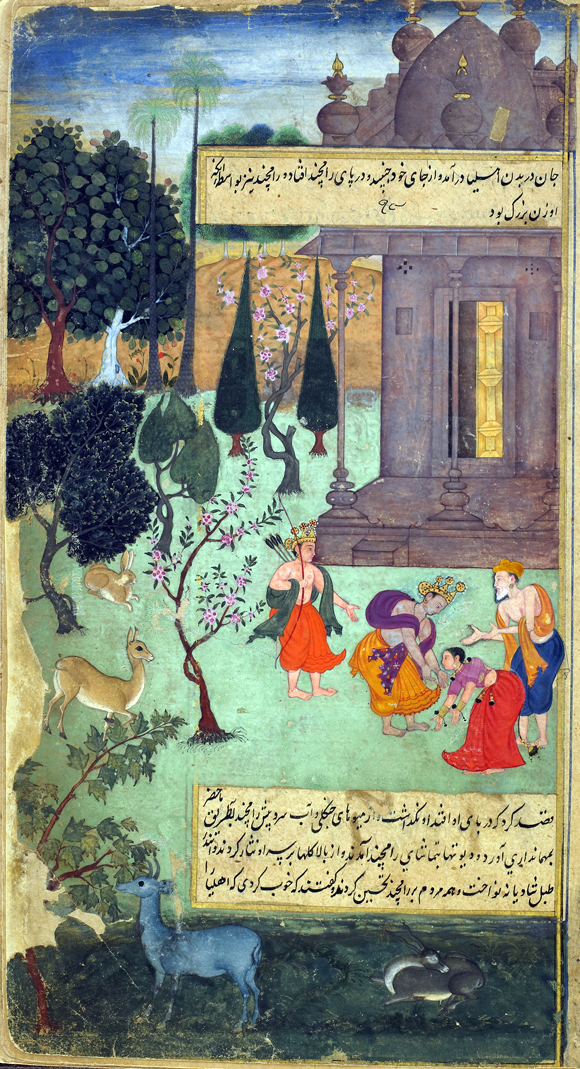
Ахал'я кланяється Рамі

 Окрім зображення падишахів, членів їх родини, значну частину своєї творчості Говардхан присвятив малюванню мусульманських та індуїстських святих, святих міст індуїзму.

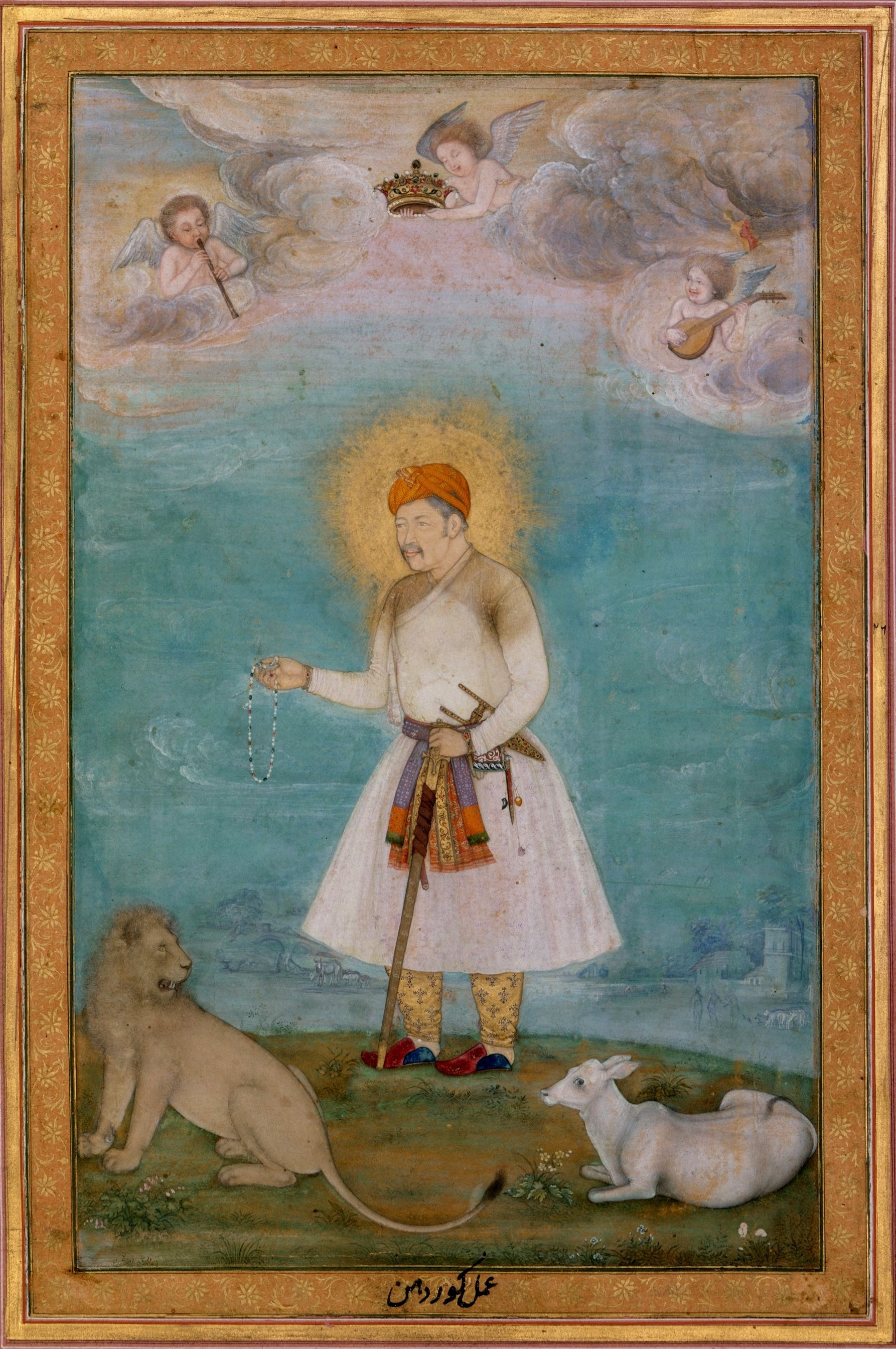
«Акбар з теля та левеня»

 Брав участь в ілюструванні «Бабур-наме», «Джахангір-наме», «Шах Джахан-наме». Найзначущими є картини «Джаханґір на святкуванні Аб-Паші» (1615 рік), «Акбар з теля та левеня», «Тимур, який передає корону Бабуру у присутності Хумаюна і трьох візирів» (обидві — 1630 рік). В них чітко, достовірно зображенні обличчя та фігури, яскраво відтворено одяг та природу.